# الفتح القسي في الفتح القدسي
الفتح القسي في الفتح القدسي هو كتاب تاريخي من تأليف عماد الدين الكاتب (519 هـ/1125 - 13 رمضان 597 هـ / 20 يونيو 1201)، أورد فيه الأحداث المتعلقة بالحملات الصليبية وفتح القدس من عام 583 هـ حتى عام 589 هـ، والذي يعتبر (إلى جانب الأعمال الأخرى للمؤلف كتاب البرق الشامي) من المصادر التاريخية المهمة لفهم تاريخ الحروب الصليبية في عهد صلاح الدين الأيوبي، كُتبَ بنبرة ملحمية، قال المؤلف في مقدمته: «وأنا أرّخت بهجرة ثانية، وهي هجرة الإسلام إلى بيت المقدس، وهذه أبقى الهجرتين وأعضم الكرّتين»، ويحتوي أيضًا على معلومات تاريخية عن الأماكن المقدسة مثل المسجد الأقصى والمعابد اليهودية ومسجد قبة الصخرة وغيرها، وعلى بعض المعلومات الجغرافية، مثل المسافة بين المدن أو مواقع المعارك التاريخية المهمة.